# Val Kilmer
Val Edward Kilmer (født 31. december 1959 i Los Angeles, død 1. april 2025) var en amerikansk forfatter, film- og teaterskuespiller.
Kilmer begyndte sin professionelle karriere som skuespiller på teateret. Han debuterede på det store lærred i 1984 i komedien Top Secret! og to år efter spillede han Tom 'Iceman' Kazansky i Top Gun fra 1986. Han fik sit store internationale gennembrud da han spillede The Doors-forsangeren Jim Morrison i Oliver Stone's The Doors fra 1991, og har siden da arbejdet med blandt andet (50 Cent - Curtis Jackson) i filmen "Gun" fra 2010, hvori han spiller hovedrollen sammen med Curtis Jackson.
I 1993 spillede han overfor Kurt Russell i westernfilmen Tombstone og i juli 1994 annonceredes det at Val Kilmer skulle overtage rollen som Batman/Bruce Wayne fra Michael Keaton. 
Fra 1988 til 1996 var Kilmer gift med den britiske skuespillerinde Joanne Whalley, som han mødte, da de begge spillede med i fantasy-filmen Willow. Val og Joanne fik to børn sammen.
Siden The Doors-filmen var Val Kilmer og instruktøren Oliver Stone gode venner, og det var af flere omgange planen at Val skulle spille titelrollen i storfilmen Alexander. Da projektet blev forsinket flere år måtte rollen overlades til den noget yngre Colin Farrell. I stedet spiller Val rollen som Alexanders far Philip.
I 2010 forventedes det at Val ville debutere som instruktør med filmen Mark Twain and Mary Baker Eddy; ti år senere var projektet stadig på tegnebrættet. 
Han skrev desuden bogen, I'm Your Huckleberry: A Memoir, som han udgav 21 April 2020.

## Filmografi

### Film
| År   | Titel                                    | Rolle                                         | Noter                               |
| ---- | ---------------------------------------- | --------------------------------------------- | ----------------------------------- |
| 1984 | Top Secret!                              | Nick Rivers                                   |                                     |
| 1985 | Real Genius                              | Chris Knight                                  |                                     |
| 1986 | Top Gun                                  | Lt. Tom 'Iceman' Kazansky                     |                                     |
| 1988 | Willow                                   | Madmartigan                                   |                                     |
| 1989 | Kill Me Again                            | Jack Andrews                                  |                                     |
| 1991 | The Doors                                | Jim Morrison                                  |                                     |
| 1992 | Thunderheart                             | FBI Agent Ray Levoi                           |                                     |
| 1993 | The Real McCoy                           | J.T. Barker                                   |                                     |
| 1993 | Tombstone                                | Doc Holliday                                  |                                     |
| 1993 | True Romance                             | Elvis Presley                                 |                                     |
| 1995 | Batman Forever                           | Bruce Wayne / Batman                          |                                     |
| 1995 | Heat                                     | Chris Shiherlis                               |                                     |
| 1995 | Wings of Courage                         | Jean Mermoz                                   |                                     |
| 1996 | The Island of Dr. Moreau                 | Dr. Montgomery                                |                                     |
| 1996 | The Ghost and the Darkness               | Col. John Henry Patterson                     |                                     |
| 1996 | Dead Girl                                | Dr. Dark                                      |                                     |
| 1997 | The Saint                                | Simon Templar                                 |                                     |
| 1998 | Prinsen af Egypten                       | Moses / Gud                                   | Stemme                              |
| 1999 | At First Sight                           | Virgil 'Virg' Adamson                         |                                     |
| 1999 | Joe the King                             | Bob Henry                                     |                                     |
| 2000 | Pollock                                  | Willem de Kooning                             |                                     |
| 2000 | Red Planet                               | Robby Gallagher, Engineer                     |                                     |
| 2002 | The Salton Sea                           | Danny Parker / Tom Van Allen                  |                                     |
| 2002 | Hard Cash                                | FBI Agent Mark C. Cornell                     | Direct-to-video                     |
| 2003 | Wonderland                               | John Holmes                                   |                                     |
| 2003 | The Missing                              | Lieutenant Jim Ducharme                       |                                     |
| 2003 | Blind Horizon                            | Frank Kavanaugh                               |                                     |
| 2003 | Masked and Anonymous                     | Animal Wrangler                               |                                     |
| 2004 | Spartan                                  | Sergeant John / Bobby Scott                   |                                     |
| 2004 | Stateside                                | Staff Sergeant Skeer                          |                                     |
| 2004 | Alexander                                | Philip II of Macedon                          |                                     |
| 2004 | George and the Dragon                    | 'El Cabillo'                                  | Uncredited cameo                    |
| 2005 | Mindhunters                              | FBI Agent Jake Harris                         |                                     |
| 2005 | Kiss Kiss Bang Bang                      | Perry Van Shrike                              |                                     |
| 2006 | Summer Love                              | 'The Wanted Man'                              | Direct-to-video                     |
| 2006 | Moscow Zero                              | Andrey                                        | Direct-to-video                     |
| 2006 | 10th & Wolf                              | Murtha                                        |                                     |
| 2006 | Played                                   | Dillon                                        | Direct-to-video                     |
| 2006 | Déjà Vu                                  | Agent Paul Pryzwarra                          |                                     |
| 2007 | Have Dreams, Will Travel                 | Henderson                                     |                                     |
| 2008 | Conspiracy                               | William 'Spooky' MacPherson                   | Direct-to-video                     |
| 2008 | Felon                                    | John Smith                                    | Direct-to-video                     |
| 2008 | Delgo                                    | General Bogardus                              | Voice                               |
| 2008 | 2:22                                     | Maz                                           | Direct-to-video                     |
| 2008 | Columbus Day                             | John                                          | Direct-to-video; also producer      |
| 2008 | The Love Guru                            | Val Kilmer                                    | Uncredited cameo                    |
| 2009 | The Chaos Experiment                     | James Pettis                                  | Direct-to-video                     |
| 2009 | Streets of Blood                         | Detective Andy Devereaux                      | Direct-to-video                     |
| 2009 | American Cowslip                         | Todd Inglebrink                               |                                     |
| 2009 | The Thaw                                 | Dr. David Kruipen                             | Direct-to-video                     |
| 2009 | Bad Lieutenant: Port of Call New Orleans | Detective Stevie Pruit                        |                                     |
| 2009 | Hardwired                                | Virgil Kirkhill                               | Direct-to-video                     |
| 2009 | Double Identity                          | Dr. Nicholas Pinter / John Charter            | Direct-to-video                     |
| 2010 | The Traveler                             | The Stranger / Mr. Nobody / Stanley Happerton | Direct-to-video                     |
| 2010 | Bloodworth                               | Warren Bloodworth                             |                                     |
| 2010 | MacGruber                                | Dieter Von Cunth                              |                                     |
| 2010 | Gun                                      | Angel                                         | Direct-to-video                     |
| 2011 | Kill the Irishman                        | Detective Joe Manditski / Fortæller           |                                     |
| 2011 | Blood Out                                | Arturo                                        | Direct-to-video                     |
| 2011 | 5 Days of War                            | Dutch Journalist                              |                                     |
| 2011 | Twixt                                    | Hall Baltimore                                |                                     |
| 2012 | Seven Below                              | Bill McCormick                                | Direct-to-video                     |
| 2012 | Wyatt Earp's Revenge                     | Older Wyatt Earp                              | Direct-to-video                     |
| 2012 | The Fourth Dimension                     | Val Kilmer                                    | Segment: "Lotus Community Workshop" |
| 2012 | Breathless                               | Dale                                          | Direct-to-video                     |
| 2013 | Riddle                                   | Sheriff Richards                              | Direct-to-video                     |
| 2013 | Planes                                   | Bravo                                         | Voice                               |
| 2013 | Standing Up                              | Hofstadder                                    |                                     |
| 2013 | Palo Alto                                | Stewart                                       |                                     |
| 2014 | Tom Sawyer & Huckleberry Finn            | Mark Twain                                    |                                     |
| 2017 | Song to Song                             | Duane                                         |                                     |
| 2017 | The Snowman                              | Gert Rafto                                    |                                     |
| 2017 | The Super                                | Walter                                        |                                     |
| 2018 | 1st Born                                 | Biden                                         |                                     |
| 2019 | Jay and Silent Bob Reboot                | Val Kilmer / Reboot Bluntman                  | Cameo                               |
| 2019 | Cinema Twain                             | Mark Twain                                    | Filmed version of Citizen Twain.    |
| 2020 | A Soldier's Revenge                      | C.J. Connor                                   |                                     |
| 2020 | Paydirt                                  | Sheriff Tucker                                |                                     |
| 2021 | The Birthday Cake                        | Uncle Angelo                                  |                                     |
| 2021 | Val                                      | Himself                                       | Documentary                         |
| 2022 | Top Gun: Maverick                        | Admiral Tom 'Iceman' Kazansky                 |                                     |

### Tv
| År        | Titel                          | Rolle                              | Noter                                |
| --------- | ------------------------------ | ---------------------------------- | ------------------------------------ |
| 1983      | ABC Afterschool Special        |                                    | Episode: "One Too Many"              |
| 1986      | The Murders in the Rue Morgue  | Phillipe Huron                     | Television film                      |
| 1987      | The Man Who Broke 1,000 Chains | Robert Eliot Burns / Eliot Roberts | Television film                      |
| 1989      | Billy the Kid                  | William H. Bonney / Billy the Kid  | Television film                      |
| 2000      | Saturday Night Live            | Himself                            | Episode: "Val Kilmer/U2"             |
| 2004      | Entourage                      | The Sherpa                         | Episode: "The Script and the Sherpa" |
| 2007      | Numb3rs                        | Mason Lancer                       | Episode: "Trust Metric"              |
| 2008      | Comanche Moon                  | Inish Scull                        | 3 episodes; also associate producer  |
| 2008      | XIII: The Conspiracy           | Mongoose                           | Television miniseries                |
| 2008–2009 | Knight Rider                   | KITT                               | Voice 18 episodes; uncredited        |
| 2013      | Life's Too Short               | Himself                            | Episode: "Special"                   |
| 2013      | Ghost Ghirls                   | Sweetriver Jackson                 | 2 episodes                           |
| 2014      | The Spoils of Babylon          | General Cauliffe                   | 3 episodes                           |
| 2014      | Psych                          | Detective Dobson                   | Episode: "The Break-Up"              |
| 2021      | The Choe Show                  | Himself                            |                                      |
| 2022      | Willow                         | Madmartigan                        | Archive footage                      |

### Teater
| År   | Titel                             | Rolle              | Scene                            |
| ---- | --------------------------------- | ------------------ | -------------------------------- |
| 1981 | Henry IV, Part 1                  | Hotspur / Ensemble | Delacorte Theatre, Off-Broadway  |
| 1983 | The Slab Boys                     | Alan Downie        | Playhouse Theatre, Broadway      |
| 1992 | 'Tis Pity She's a Whore           | Giovanni           | The Public Theatre, Off-Broadway |
| 2004 | The Ten Commandments: The Musical | Moses              | Kodak Theatre, Los Angeles       |
| 2005 | The Postman Always Rings Twice    | Frank              | Playhouse Theatre, London        |
| 2012 | Citizen Twain                     | Mark Twain         | The Masonic Lodge, Los Angeles   |

### Computerspil
| År   | Titel                    | Stemmerolle  |
| ---- | ------------------------ | ------------ |
| 2011 | Spider-Man: Edge of Time | Walker Sloan |

### Musikvideoer
| År   | Titel            | Rolle   | Noter                 |
| ---- | ---------------- | ------- | --------------------- |
| 2012 | "To Be the Best" | Himself | Tenacious D           |
| 2016 | "Animals"        | Himself | Oneohtrix Point Never |